# Mothership
Mothership é uma coletânea da banda inglesa de rock Led Zeppelin, lançada pela Atlantic Records e pela Rhino Entertainment em 12 de novembro de 2007 no Reino Unido, e em 13 de Novembro de 2007 nos Estados Unidos. Foi lançada no mesmo dia em que o catálogo inteiro dos Led Zeppelin tornou-se disponível para download pelas lojas digitais, incluindo a iTunes Store. A capa foi criada pelo artista Shepard Fairey.
As canções incluídas foram escolhidas pelos membros sobreviventes dos Led Zeppelin, Robert Plant, Jimmy Page e John Paul Jones, e representam todos os oito álbuns de estúdio da banda. Além de um conjunto de dois discos, o álbum também está disponível em edições "deluxe" e "colecionador", com um DVD ao vivo com conteúdo diferente dos lançados anteriormente Led Zeppelin (DVD). Um edição em vinil com 4 LPs foi lançada em 26 de agosto de 2008.
Em 8 de novembro de 2007, uma estação de rádio XM temporária, a XM LED, foi feita a fim de divulgar o álbum. Ela foi concebida para durar apenas seis meses, e cessou as suas operações em 5 de maio de 2008. O canal foi realmente retirado da programação XM em 7 de março de 2008.
É relançado em 6 de novembro de 2015, utilizando os  remasters dos relançamentos 2014/15, em CD duplo e em uma caixa com 4 LP's, visto que o lançamento original de 2007 sempre foi criticado pela qualidade sonora.

## Faixas
Todas as faixas por John Bonham, John Paul Jones, Jimmy Page, exceto onde anotado
| Disco 1 |                                                       |                          |         |  |
| N.º     | Título                                                | Compositor(es)           | Duração |  |
| 1.      | "Good Times Bad Times" (Led Zeppelin, 1969)           |                          | 2:48    |  |
| 2.      | "Communication Breakdown" (Led Zeppelin, 1969)        |                          | 2:30    |  |
| 3.      | "Dazed and Confused" (Led Zeppelin, 1969)             | Page                     | 6:27    |  |
| 4.      | "Babe I'm Gonna Leave You" (Led Zeppelin, 1969)       | Anne Bredon, Page, Plant | 6:42    |  |
| 5.      | "Whole Lotta Love" (Led Zeppelin II, 1969)            | com Dixon, Plant         | 5:34    |  |
| 6.      | "Ramble On" (Led Zeppelin II, 1969)                   | Page, Plant              | 4:24    |  |
| 7.      | "Heartbreaker" (Led Zeppelin II, 1969)                | com Plant                | 4:14    |  |
| 8.      | "Immigrant Song" (Led Zeppelin III, 1970)             | Page, Plant              | 2:27    |  |
| 9.      | "Since I've Been Loving You" (Led Zeppelin III, 1970) | Jones, Page, Plant       | 7:24    |  |
| 10.     | "Rock and Roll" (Led Zeppelin IV, 1971)               | com Plant                | 3:41    |  |
| 11.     | "Black Dog" (Led Zeppelin IV, 1971)                   | Jones, Page, Plant       | 4:58    |  |
| 12.     | "When the Levee Breaks" (Led Zeppelin IV, 1971)       | com Plant, Minnie        | 7:10    |  |
| 13.     | "Stairway to Heaven" (Led Zeppelin IV, 1971)          | Page, Plant              | 8:02    |  |

| Disco 2 |                                                          |                     |         |  |
| N.º     | Título                                                   | Compositor(es)      | Duração |  |
| 1.      | "The Song Remains the Same" (Houses of the Holy, 1973)   | Page, Plant         | 5:31    |  |
| 2.      | "Over the Hills and Far Away" (Houses of the Holy, 1973) | Page, Plant         | 4:50    |  |
| 3.      | "D'yer Mak'er" (Houses of the Holy, 1973)                | com Plant           | 4:23    |  |
| 4.      | "No Quarter" (Houses of the Holy, 1973)                  | Jones, Page, Plant  | 7:00    |  |
| 5.      | "Trampled Under Foot" (Physical Graffiti, 1975)          | Jones, Page, Plant  | 5:36    |  |
| 6.      | "Houses of the Holy" (Physical Graffiti, 1975)           | Page, Plant         | 4:03    |  |
| 7.      | "Kashmir" (Physical Graffiti, 1975)                      | Bonham, Page, Plant | 8:31    |  |
| 8.      | "Nobody's Fault but Mine" (from Presence, 1976)          | Page, Plant         | 6:27    |  |
| 9.      | "Achilles Last Stand" (Presence, 1976)                   | Page, Plant         | 10:25   |  |
| 10.     | "In the Evening" (In Through the Out Door, 1979)         | Jones, Page, Plant  | 6:51    |  |
| 11.     | "All My Love" (In Through the Out Door, 1979)            | Jones, Plant        | 5:53    |  |

| Disco 3 excertos Led Zeppelin DVD (20 de 39) |                                                                             |                     |         |  |
| N.º                                          | Título                                                                      | Compositor(es)      | Duração |  |
| 1.                                           | "We're Gonna Groove" (Royal Albert Hall - 9 de Janeiro, 1970)               | King, Bethea        |         |  |
| 2.                                           | "I Can't Quit You Baby" (Royal Albert Hall - 9 de Janeiro, 1970)            | Dixon               |         |  |
| 3.                                           | "Dazed and Confused" (Royal Albert Hall - 9 de Janeiro, 1970)               | Page                |         |  |
| 4.                                           | "White Summer" (Royal Albert Hall - 9 de Janeiro, 1970)                     | Page                |         |  |
| 5.                                           | "What Is and What Should Never Be" (Royal Albert Hall - 9 de Janeiro, 1970) | Page, Plant         |         |  |
| 6.                                           | "Moby Dick" (Royal Albert Hall - 9 de Janeiro, 1970)                        | Bonham              |         |  |
| 7.                                           | "Whole Lotta Love" (Royal Albert Hall - 9 de Janeiro, 1970)                 | com Plant           |         |  |
| 8.                                           | "Communication Breakdown" (Royal Albert Hall - 9 de Janeiro, 1970)          |                     |         |  |
| 9.                                           | "Bring It On Home" (Royal Albert Hall - 9 de Janeiro, 1970)                 | Page, Plant         |         |  |
| 10.                                          | "Immigrant Song" (Sydney Showground - 27 de Feveiro, 1972)                  | Page, Plant         |         |  |
| 11.                                          | "Black Dog" (Madison Square Garden - 28 de Julho, 1973)                     | Jones, Page, Plant  |         |  |
| 12.                                          | "Misty Mountain Hop" (Madison Square Garden - 27 & 28 de Julho , 1973)      | Jones, Page, Plant  |         |  |
| 13.                                          | "The Ocean" (Madison Square Garden - 27 & 29 de Julho , 1973)               | com Plant           |         |  |
| 14.                                          | "Going to California" (Earls Court - 25 de Maio, 1975)                      | Page, Plant         |         |  |
| 15.                                          | "In My Time of Dying" (Earls Court - 24 de Maio, 1975)                      | com Plant           |         |  |
| 16.                                          | "Stairway to Heaven" (Earls Court - 25 de Maio, 1975)                       | Page, Plant         |         |  |
| 17.                                          | "Rock and Roll" (Knebworth - 4 de Agosto, 1979)                             | canção Plant        |         |  |
| 18.                                          | "Nobody's Fault but Mine" (Knebworth - 4 de Agosto, 1979)                   | Page, Plant         |         |  |
| 19.                                          | "Kashmir" (Knebworth - 4 de Agosto, 1979)                                   | Bonham, Page, Plant |         |  |
| 20.                                          | "Whole Lotta Love" (Knebworth - 4 de Agosto, 1979)                          | com Plant           |         |  |

## Gráfico e desempenho de vendas
O álbum estreou em #4 na UK Albums Chart, com 58.000 unidades vendidas, e estreou em #1 na Official New Zealand Albums Chart, onde permaneceu por várias semanas. O álbum estreou em #7 nos EUA segundo a Billboard 200, vendendo cerca de 136.000 cópias em sua primeira semana. O álbum já vendeu mais de 1.350.000 de cópias nos EUA e quatro milhões de cópias pelo mundo. Foi certificado com 2x Platina pela RIAA.

### Reconhecimentos
| Publicação   | Pais | Crítica                 | Anos | Rank |
| ------------ | ---- | ----------------------- | ---- | ---- |
| Classic Rock | UK   | Top 20 Reissues of 2007 | 2007 | 2    |

## Vendas gráfico de desempenho
| Críticas profissionais | Críticas profissionais  |
| Avaliações da crítica  | Avaliações da crítica   |
| Fonte                  | Avaliação               |
| ---------------------- | ----------------------- |
| Allmusic               | link                    |
| Blender                | link                    |
| IGN                    | link                    |
| NME                    | link                    |
| Pitchfork Media        | link                    |
| Planet Sound           | 9 de 10 estrelas.       |
| PopMatters             | link                    |
| Q                      | (Novembro 2007, p. 129) |
| The Times              | link                    |
| Uncut                  | link                    |

| Chart (2007)                            | Posição |
| --------------------------------------- | ------- |
| French Albums Chart                     | 6       |
| Japanese Albums Chart                   | 7       |
| Swedish Albums Chart                    | 17      |
| Spanish Albums Chart                    | 15      |
| Hungarian MAHASZ Top 40 Albums Chart    | 40      |
| New Zealand RIANZ Top 50 Albums Chart   | 1       |
| Italian Albums Chart                    | 9       |
| UK Albums Chart                         | 4       |
| Irish Albums Chart                      | 3       |
| Australian ARIA Top 50 Albums Chart     | 8       |
| US Billboard The 200 Albums Chart       | 7       |
| US Billboard Comprehensive Albums Chart | 7       |
| US Billboard Top Hard Rock Albums Chart | 1       |
| Belgian Albums Chart (Walloon)          | 12      |
| Belgian Albums Chart (Flemish)          | 15      |
| Norwegian Albums Chart                  | 1       |
| Portuguese Albums Chart                 | 12      |
| Swiss Albums Chart                      | 5       |
| Dutch Albums Chart                      | 15      |
| Canadian Albums Chart                   | 7       |
| Polish Albums Chart                     | 24      |
| Austrian Albums Chart                   | 4       |
| German Albums Chart                     | 4       |
| EU Billboard Top 100 Albums Chart       | 1       |
| Finnish Albums Chart                    | 10      |

| Chart (2008)             | Posiçao |
| ------------------------ | ------- |
| Danish Albums Chart      | 9       |
| World Albums Chart       | 3       |
| Argentinian Albums Chart | 11      |
| Mexican Albums Chart     | 38      |

## Certificações de vendas
| País                 | Vendas     | Certificado       |
| -------------------- | ---------- | ----------------- |
| New Zealand (RIANZ)  | 45,000+    | 3× Platinum       |
| Denmark (IFPI)       | 15,000+    | Gold              |
| United Kingdom (BPI) | 650,000+   | Platinum          |
| France (SNEP)        | 75,000+    | Gold              |
| Switzerland (IFPI)   | 15,000+    | Gold              |
| Finland (IFPI)       | 20,000+    | Platinum          |
| Austria (IFPI)       | 10,000+    | Gold              |
| Poland (ZPAV)        | 10,000+    | Gold              |
| United States (RIAA) | 2,000,000+ | 2× Multi-Platinum |
| Germany (IFPI)       | 200,000+   | Platinum          |
| Australia (ARIA)     | 70,000+    | Platinum          |

## Integrantes
Led Zeppelin
- John Bonham – Bateria, Percussão
- John Paul Jones – Baixo, Teclado, Bandolim
- Jimmy Page – Violão, Guitarra, e Produtor
- Robert Plant – Vocalista, Gaita

Pessoal Adicional
- Dick Barnatt - Fotografia
- John C. F. Davis - remasterização
- Ian Dickson - Fotografia
- Carl Dunn - Fotografia
- Shepard Fairey - direção de arte, Design
- David Fricke - Notas Liner
- Peter Grant - produtor executivo
- Bob Gruen - Fotografia
- Ross Halfin - Foto de pesquisa
- Neal Preston - Fotografia
- Christian Rose - fotografia inlay
- Peter Simon - Fotografia
- Ian Stewart - piano em Rock "and Roll"
- Laurens Van Houten - Fotografia
- Chris Walter - Fotografia
- Baron Wolman - Fotografia
- Neil Zlozower - Fotografia

## Ligações Externas
- LedZeppelin.com
- Mothership promo
- The Mother Ship Is Coming
- Billboard.com announcement